# Topomyia bifurcata
Topomyia bifurcata är en tvåvingeart som beskrevs av Dong, Wang och Lu 1995. Topomyia bifurcata ingår i släktet Topomyia och familjen stickmyggor.
Artens utbredningsområde är Yunnan (Kina). Inga underarter finns listade i Catalogue of Life.